# Euriphene mundula
Euriphene mundula är en fjärilsart som beskrevs av Karl Grünberg 1911. Euriphene mundula ingår i släktet Euriphene och familjen praktfjärilar. Inga underarter finns listade i Catalogue of Life.